# ساقه مغز
ساقۀ مغز (به انگلیسی: Brainstem) بخشی از دستگاه عصبی مرکزی و در بخش پایینی مغز قرار دارد و شکل گرفته از بخش‌هایی‌است که نخاع را به نیمکره‌های مخ و مخچه پیوند می‌دهد. بخشی از ساقۀ مغز پیاز مغز قرار دارد که در بالای نخاع جای گرفته است و مرکز کنترل فعالیت های غیرارادی مانند تنفس، تپیدن قلب و فشار خون است . با توجه به اهمیت آن به این مرکز در بصل‌النخاع گره زندگی گفته می‌شود .
ساقۀ مغز دربرگیرنده مغز میانی، پل مغزی و پیاز مغز می‌باشد. این ساختارها که اطلاعات را درون دستگاه عصبی مغزی انتقال می‌دهند، نقش مهمی در تنظیم فعالیت‌های بدن برعهده دارند. ده زوج از دوازده زوج عصب مغزی از ساقۀ مغز خارج می‌شوند.

## نگارخانه

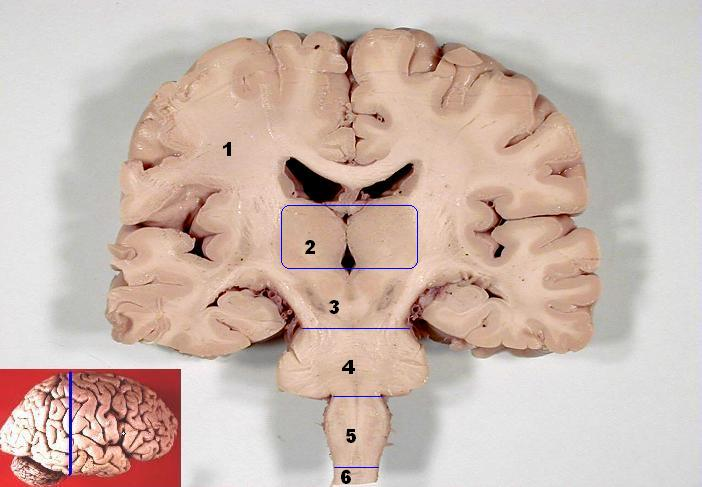